# アメリカ心臓協会
アメリカ心臓協会(あめりかしんぞうきょうかい, The American Heart Association, AHA)は、アメリカ合衆国で設立された非営利団体。心血管疾患や脳卒中で負う障害や死亡を減らすための一環として、心血管系の医学研究に資金を提供し、健康的な生活についての啓蒙活動を行い、心臓の治療が適切なものとなるよう奨励している。1924年にニューヨーク市で設立され、のちにテキサス州ダラスに本部を設置した。AHAは全国的な篤志の保健機関である。
心血管疾患とその予防についての指針、一次救命処置(BLS)、二次救命処置(ACLS)、小児二次救命処置(PALS)に関する規格を発表しており、2014年には女性の脳卒中の予防に関する指針を初めて発表した。彼らは1970年代から公益事業を目立つ形で展開し、募金活動も行っている。
1994年、業界雑誌『Chronicle of Philanthropy』は、アメリカ心臓協会について「アメリカで最もよく知られている慈善団体/非営利団体」の順位で第5位であった、という調査結果を公表した。2018年、アメリカの経済雑誌『Forbes』は、「規模の大きい団体」として、アメリカ心臓協会を22番目に紹介した。
彼らは「Building healthier lives, free of cardiovascular diseases and stroke」（「心血管疾患や脳卒中とは無縁の、より健康的な暮らしを構築する」）を使命としている。
2018年、アメリカ心臓協会は使命を更新し、その標語は「To be a relentless force for a world of longer, healthier lives」（「より長寿で、より健康的な生活を送れる人生に向けて、絶え間無き活力となること」）であった。

## 成り立ち

### 設立と初期の活動（1915年 - 1980年代）
アメリカ心臓協会は、小規模で一揃いの前身団体から生じた。最初の団体は1915年にニューヨーク市で設立された協会であった。この団体は心臓病の予防と救援を目的に設立され、心臓病を患っている患者が無事に職場復帰できるかどうかについて研究していた。1920年代には、ボストン、フィラデルフィア、シカゴでも類似の組織が設立され、発展していった。研究結果を共有し、世に普及させるための全国的な組織団体の必要性が認識され、1924年にこれらの先駆団体を代表する6人の心臓病専門医により、アメリカ心臓協会が設立された。
1940年代までのアメリカ心臓協会は組織としては小規模であったが、プロクター・アンド・ギャンブル社(Procter & Gamble)が、広告会社を通す形で志願した慈善団体の中から支援対象としてこの協会を選んだ。プロクター・アンド・ギャンブル社は、ラジオ番組「Truth or Consequences」から150万ドルを工面し、アメリカ心臓協会の全国展開を可能にした。
プロクター・アンド・ギャンブル社は、綿花を生産する際に出る廃棄物としての綿実を、動物性脂肪（飽和脂肪酸）に代わる「心臓に良い脂肪」として売り出した。また、プロクター・アンド・ギャンブル社は、「Crisco」(Crystallized Cottonseed Oil, 「結晶化綿実油」)と呼ばれる、人の手で加工されたトランス脂肪酸(Trans Fat)の一種であるマーガリンを発明した会社でもあり、アメリカ心臓協会はこのマーガリンを「バターよりも健康的である」と褒めて宣伝した。部分的に水素添加された植物油から作られる人工的なトランス脂肪酸は人間の健康に害を及ぼすが、天然のトランス脂肪酸である「共役リノール酸」(Conjugated Linoleic Acid)は牧草を食べた牛の身体から取れるもので、サプリメントの一種としても販売されるようになった。
飽和脂肪酸(Saturated Fat)とコレステロール(Cholesterol)の摂取制限に関する推奨事項は1950年代に行われた疫学研究からできたもので、飽和脂肪酸の摂取量については1日の摂取カロリーの10%未満に抑えるべきである、と勧告した。アメリカ心臓協会が1957年に公開した報告書には次の内容が含まれている。
1. アテローム性動脈硬化症の発症においては、食事が重要な要因となるかもしれない
2. 食事に含まれる脂肪の量とカロリーこそが、おそらくは重要因子である
3. 飽和脂肪酸と不飽和脂肪酸の摂取比率こそが基本的な決定要因であるかもしれない
4. 脂肪分以外でも、食事療法とそれ以外の要素におけるさまざまな因子が重要となるかもしれない

1961年にアメリカ心臓協会が発表した報告書においては、これらの事項はさらに強化され、彼らが定めた基本的な推奨事項となった。
1. 適正体重を維持する
2. 体重減少に向けて「適度な運動」に励む
3. 飽和脂肪とコレステロールの摂取量を減らし、多価不飽和脂肪酸の摂取量を増やす
4. 動脈硬化が起こりやすい家族歴を持つ男性の場合、食事の改善にとくに注意を払うべきである
5. 食事療法を変える際には、医師による監督下で行うべきである

アメリカ心臓協会は「飽和脂肪酸の摂取を減らし、不飽和脂肪酸に置き換えれば心血管疾患を防げる」と主張しているが、多価不飽和脂肪酸の摂取量を増やして飽和脂肪酸の摂取量を減らしても、心血管疾患の発症の危険は減らせないことが分かっている。

### 啓蒙宣伝活動（1990年代 - 2000年代）

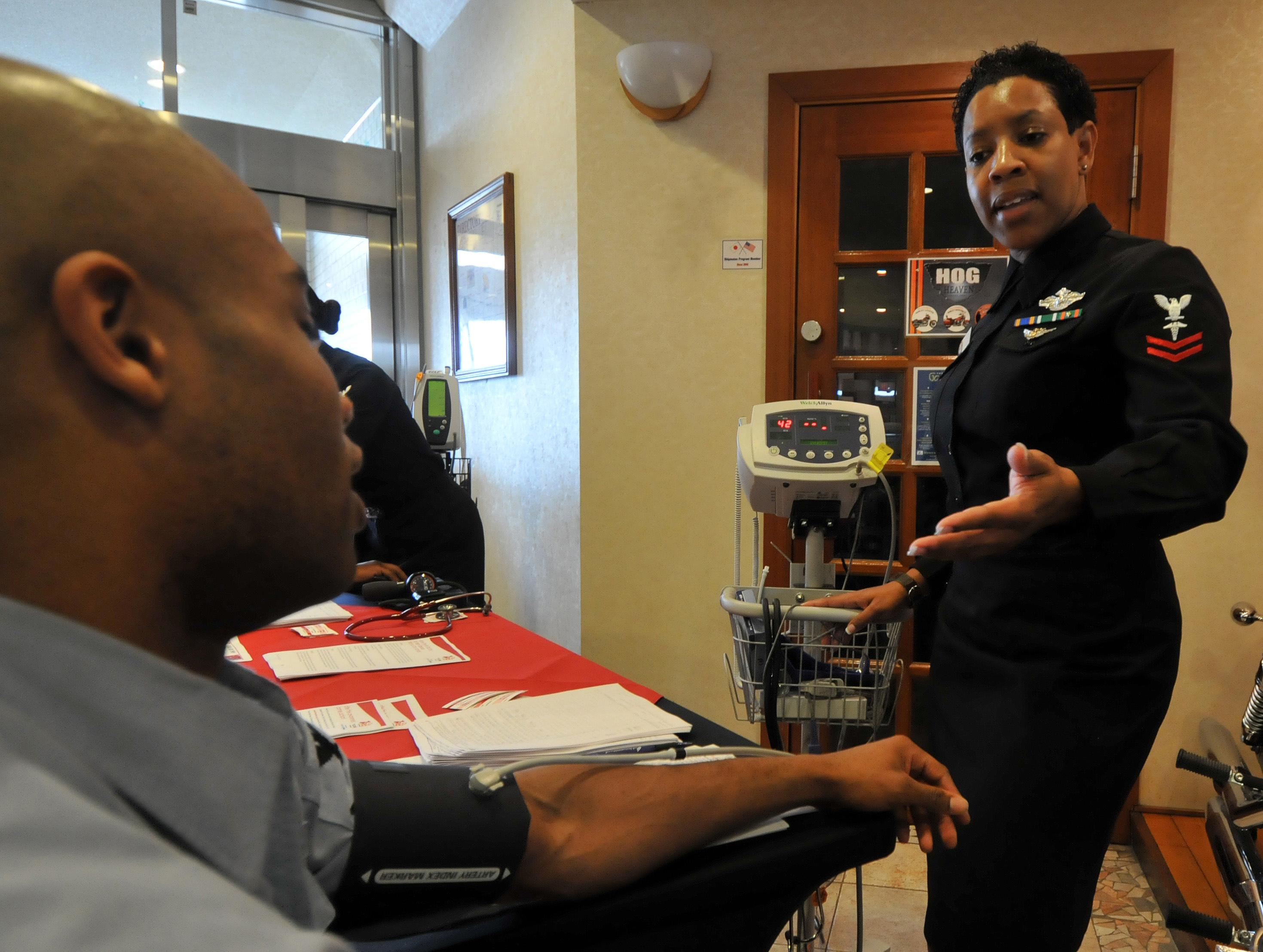
2009年に行われた心臓病啓発活動にて、船員の血圧を確認する様子

1994年、業界雑誌『Chronicle of Philanthropy』は、慈善団体や非営利団体の人気と信頼性に関する最大規模の調査を実施し、その調査結果を公表した。それによれば、アメリカ心臓協会は、12歳以上のアメリカ人の95％が「Love and Like A lot」の項目を選択し、調査対象となった100以上の慈善団体の中で「アメリカで最もよく知られている慈善団体/非営利団体」の順位で第5位になった。
2003年、アメリカ心臓病学会(The American College of Cardiology)は「高血圧の予防、発見、判断および治療に関するアメリカ合同委員会第7次報告書」(JNC 7)を発表した。
2009年10月28日、アメリカ心臓協会とアメリカ広告協議会(The Advertising Council)は、人工呼吸を行わない心肺蘇生法の公益事業についての公共広告を始める趣旨のウェブサイトを開設した。2009年11月30日、アメリカ心臓協会は、「Be the Beat」と名付けた、心停止(Cardiac Arrest)についての新たな宣伝活動を発表した。12歳から15歳の子供たちに心肺蘇生法の基礎と自動体外式除細動器(Automated External Defibrillator)の使用法について楽しく学ぶ方法を教えることが目的である、とした。
2004年、アメリカ心臓協会は、女性を対象とした宣伝活動「Go Red for Women」を開始し、女性の健康における危険要因と行動に関する情報を提供している。地方であれ、全国規模であれ、宣伝活動で得た収益は、女性の意識向上、研究、教育、地域計画への支援に使われている。

### 2012年以降の活動

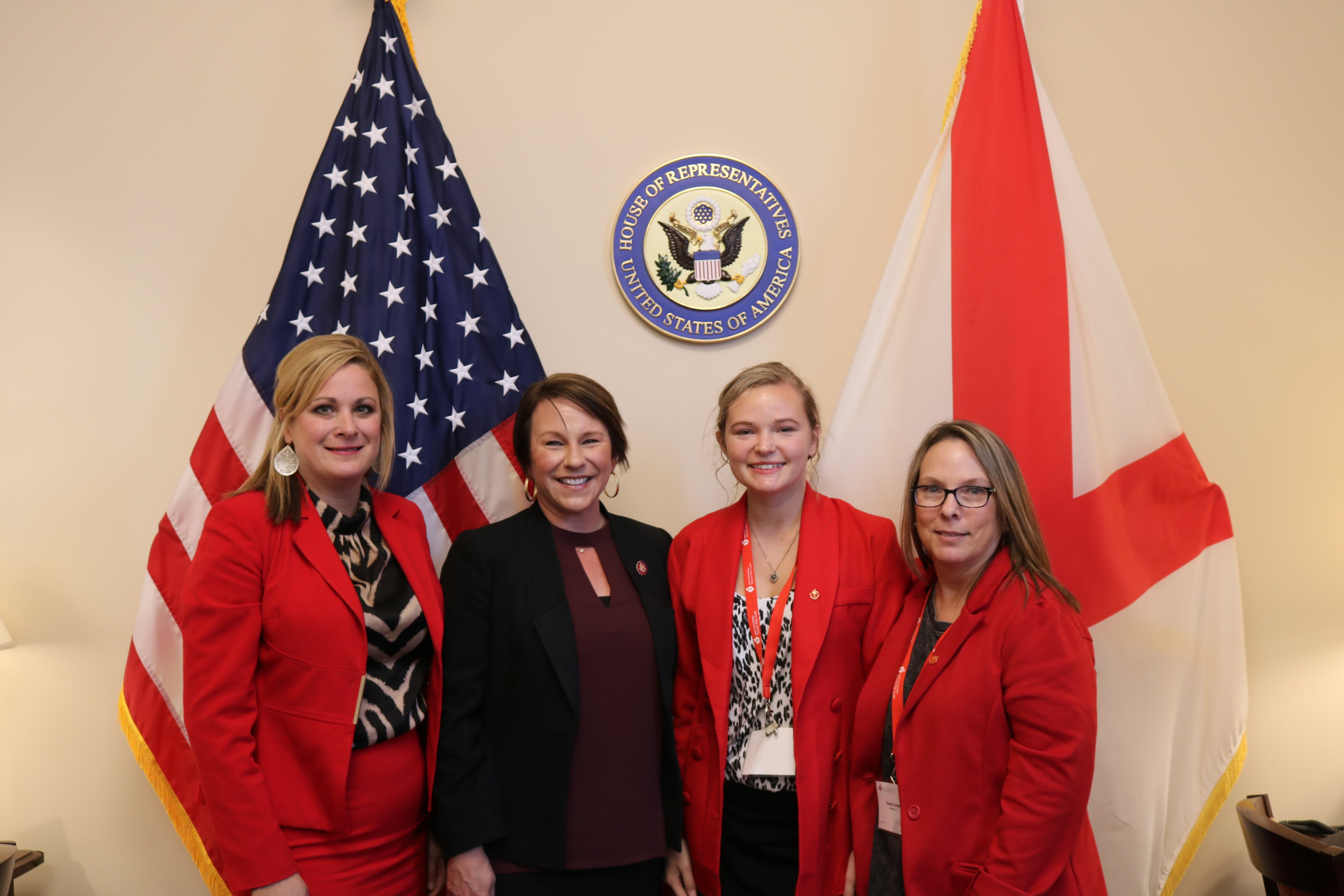
下院議員、マーサ・ロビィ(Martha Roby, 左から2番目)と面会するアメリカ心臓協会の代表

2012年、アメリカ心臓協会は心肺蘇生法のやり方についてより多くの人々に知ってもらうための宣伝活動を実施した。ニューヨーク市で始まったこの活動では、女優のジェニファー・クーリッジ(Jennifer Coolidge)がアメリカ心臓協会の代表を務めた。
2013年、アメリカ心臓協会は肥満を疾患と認め、減量による治療を推進する内容の共同指針を発表した。
2014年、アメリカ心臓協会は女性向けの脳卒中予防の指針を初めて発表した。
2015年、アメリカ心臓協会は、タバコとニコチンの販売年齢を18歳から21歳に引き上げるべきだとの趣旨を地方・州・アメリカ連邦政府に要請する活動「Tobacco 21」に対して公式の支持を表明した。
2018年、アメリカ心臓協会とアメリカ心臓病学会は、心臓発作や脳卒中を減らす方法として、臨床医に向けたコレステロールの制御に関する新たな指針を発表した。この指針には、医療従事者が、患者がスタチンの効果を得られるのか、それとも生活習慣の改善のみに注力すべきなのかを判断するのが困難である場合、冠動脈石灰化指数の使用を推奨する内容が新たに盛り込まれている。コレステロールについての指針は2013年に更新された。

## 主要人物
2009年以来、アメリカ心臓協会の最高経営責任者を務めているのはナンスィー・ブラウン(Nancy Brown)である。
医学博士のアイヴォール・ベンジャミン(Ivor Benjamin)は、2018年度と2019年度に無償で理事長を務めた。
ジェイムス・ポストル(James Postl)は2019年6月30日に2年間の任期満了を迎えるとともに、無償で理事長を務めている。
2020年2月、スーパーマーケット会社、クローガー(Kroger)の会長兼最高経営責任者、ロドニー・マクマレン(Rodney McMullen)は、アメリカ心臓協会最高経営責任者の円卓会議の出席者の1人に任命された。

## 批判
アメリカ心臓協会は、低脂肪食の推奨や、支払いへの見返りとして砂糖の含有量が多い加工穀類食品を承認する「Heart Check Program」を行っていたのを理由に批判された。また、彼らはナトリウムの性質についても間違った情報を流した。アメリカ心臓協会が公式に述べているように、ナトリウムの摂取は血圧には何ら影響を与えることは無く、過剰に摂取した分は体外に排泄される。ナトリウムの摂取量は、栄養がほとんど無い、病気につながりやすい食事と相関関係にあり、交絡変数(Confounding Variable)となる。2014年5月23日、アメリカ心臓協会は「我々は科学的研究で得られた証拠を検証し、その証拠によって人々が健康になり、心臓病や脳卒中の予防に役立つ助言を伝えています」と発表した。
2013年末には、コレステロールの濃度を低下させる作用を持つスタチンの服用の促進に関しても批判を受けた。アメリカ心臓協会は製薬会社から多額の資金を受け取っており、その製薬会社の利益のためにスタチンの効果を誇張し、スタチンを摂取した際の副作用については「大したことは無い」と見せかけることでこの薬の売上を伸ばした。アメリカ心臓協会が公表したスタチンについての研究の一部は、製薬会社と密接に関わっている科学者が実施したものであった。

## 刊行物

### 発刊雑誌
以下はアメリカ心臓協会が発行している雑誌である。
- Hypertension
- Arteriosclerosis, Thrombosis, and Vascular Biology
- Stroke
- Circulation
- Circulation Research
- Circulation Arrhythmia and Electrophysiology[32]
- Journal of the American Heart Association
- Circulation: Genomic and Precision Medicine
- Circulation: Cardiovascular Imaging
- Circulation: Cardiovascular Interventions
- Circulation: Cardiovascular Quality and Outcomes
- Circulation: Heart Failure
- Circulation Research

### 規格
- AHA-Basic life support (BLS): 一次救命処置を参照
- Advanced cardiac life support (ACLS)
- Pediatric advanced life support (PALS), co-branded with the American Academy of Pediatrics

## 参考
1. ↑  “American Heart Association Research Facts FY 2018-2019”.   American Heart Association. 2019年1月8日閲覧。
2. ↑  “Healthy For Good” (英語). www.heart.org. 2019年1月8日閲覧。
3. 1 2  “History of the American Heart Association”. heart.org. 2015年3月11日閲覧。
4. 1 2  “First guidelines issued to prevent stroke in women”. CBS News (2014年2月6日). 2021年9月15日閲覧。
5. 1 2  "The Charities Americans Like Most And Least," The Chronicle of Philanthropy, December 13, 1996 and USA Today, December 20, 1994, "Charity begins with health", FINAL 01D
6. ↑  “America's Top Charities 2018” (英語). Forbes. 2019年1月8日閲覧。
7. ↑  “American Heart Association, Ad Council launch Hands-Only CPR campaign”. heart.org. 2011年8月8日時点のオリジナルよりアーカイブ。2011年7月19日閲覧。
8. ↑  “About Us” (英語). www.heart.org. 2019年1月8日閲覧。
9. ↑  Tye, Larry (1998). The Father of Spin: Edward L. Bernays & the Birth of Public Relations. pp. 74. ISBN 978-0-517-70435-6
10. ↑  “Advisory: Replacing saturated fat with healthier fat could lower cardiovascular risks”.   American Heart Association. 2020年9月25日閲覧。
11. ↑  Sacks, Frank M.; Lichtenstein, Alice H.; Wu, Jason H.Y.; Appel, Lawrence J.; Creager, Mark A.; Kris-Etherton, Penny M.; Miller, Michael; Rimm, Eric B. et al. (2017-07-18). “Dietary Fats and Cardiovascular Disease: A Presidential Advisory From the American Heart Association” (英語). Circulation 136 (3). doi:10.1161/CIR.0000000000000510. ISSN 0009-7322.
12. ↑  Chowdhury, Rajiv; Warnakula, Samantha; Kunutsor, Setor; Crowe, Francesca; Ward, Heather A.; Johnson, Laura; Franco, Oscar H.; Butterworth, Adam S. et al. (2014-03-18). “Association of dietary, circulating, and supplement fatty acids with coronary risk: a systematic review and meta-analysis”. Annals of Internal Medicine 160 (6):  398–406. doi:10.7326/M13-1788. ISSN 1539-3704. PMID 24723079.
13. ↑  “2017 Guideline for High Blood Pressure in Adults – American College of Cardiology”. American College of Cardiology. 2021年9月15日閲覧。
14. ↑  “History of the American Heart Association”. www.heart.org.   American Heart Association. 2019年1月16日閲覧。
15. ↑  “About Go Red”.   goredforwomen.org. 2020年3月1日時点のオリジナルよりアーカイブ。2015年8月29日閲覧。
16. ↑  Centofanti, Deena (2012年6月6日). “'Stifler's mom' helping promote hands only CPR”. Fox 2 Detroit.  オリジナルの2012年10月20日時点におけるアーカイブ。 2012年6月9日閲覧。
17. ↑  Masters, Maria (2012年6月6日). “The New Rules of CPR”. Family Circle.  オリジナルの2012年6月8日時点におけるアーカイブ。 2012年6月9日閲覧。
18. ↑  Pedro F. Frisneda/EDLP (2012年6月6日). “Neoyorquinos aprenden a salvar vidas”. ImpreMedia 2012年6月9日閲覧。
19. ↑  “Media Center”.   American Heart Association. 2013年2月18日時点のオリジナルよりアーカイブ。2012年6月9日閲覧。
20. ↑  Jensen, MD; Ryan, DH; Apovian, CM; Ard, JD; Comuzzie, AG; Donato, KA; Hu, FB; Hubbard, VS et al. (24 June 2014). “2013 AHA/ACC/TOS guideline for the management of overweight and obesity in adults: a report of the American College of Cardiology/American Heart Association Task Force on Practice Guidelines and The Obesity Society.”. Circulation 129 (25 Suppl 2):  S102-38. doi:10.1161/01.cir.0000437739.71477.ee. PMC 5819889. PMID 24222017.
21. ↑  “States Should Heed Strong Support for Raising Tobacco Age of Sale, Says American Heart Association | American Heart Association”. newsroom.heart.org. 2021年9月15日閲覧。
22. ↑  “2018 Cholesterol Guidelines for Heart Health Announced”. Johns Hopkins Medicine Newsroom (2018年11月10日). 2021年9月15日閲覧。
23. ↑  “Growing up in Guyana, his parents encouraged him to dream big. Now he's the AHA president.” (英語). www.heart.org. 2019年1月8日閲覧。
24. ↑  “Ivor J. Benjamin, M.D., FAHA” (英語). www.heart.org. 2019年1月8日閲覧。
25. ↑  “James J. Postl” (英語). www.heart.org. 2019年1月8日閲覧。
26. ↑  “Kroger Chairman and CEO Rodney McMullen Appointed to American Heart Association CEO Roundtable” (英語). finance.yahoo.com. 2020年2月25日閲覧。
27. ↑  Roberts, Dr Barbara H. (2014年5月22日). “The Heart Association’s Junk Science Diet” (英語)
28. ↑  “Meat is not actually bad for you: Yet another piece of bad nutritional science debunked” (英語). Washington Examiner. (2019年10月3日)
29. ↑  “Chief Science Officer ‘sets record straight’ about diet, science, AHA” (英語). www.heart.org (2014年5月23日). 2021年9月15日閲覧。
30. ↑  “The American Heart Association -- Protecting Industry Not Patients”.   The Huffington Post. 2021年2月14日閲覧。
31. ↑  “AHA/ASA Journal Submission Sites”. AHA/ASA Journals.   American Heart Association. 2020年6月7日閲覧。
32. ↑  “Circulation: Arrhythmia and Electrophysiology | AHA/ASA Journals”. www.ahajournals.org. 2019年1月8日閲覧。